# أليس كانيبا
أليس كانيبا (بالإيطالية: Alice Canepa)‏ مواليد 30 أبريل 1978 في إيطاليا، هي لاعبة كرة مضرب إيطالية سابقة بدأت مسيرتها كمحترفة سنة 1994 وكانت تلعب باليد اليمنى، اعتزلت اللعب في يوليو 2007. أعلى تصنيف لها في الفردي كان المركز الـ 158 في سنة 2000. أعلى تصنيف لها في الزوجي كان المركز الـ 93 في سنة 2000.

## النهائيات

### الزوجي (0–3)
| الحصيلة | الرقم | التاريخ       | الدورة           | الأرضية | الشريك       | المنافس                         | النتيجة  |
| ------- | ----- | ------------- | ---------------- | ------- | ------------ | ------------------------------- | -------- |
| الوصافة | 1.    | 10 يوليو 1994 | باليرمو، إيطاليا | ترابية  | جوليا كاسوني | روكساندرا دراغومير لورا غاروني  | 1–6, 0–6 |
| الوصافة | 2.    | 23 يوليو 2006 | باليرمو، إيطاليا | ترابية  | جياليا جابا  | جانيت هوساروفا ميكايلا كرايتشيك | 0–6, 0–6 |
| الوصافة | 3.    | 22 يوليو 2007 | باليرمو، إيطاليا | ترابية  | كارين كناب   | ماريا كوريتسيفا داريا كوستوفا   | 4–6, 1–6 |

## روابط خارجية
- أليس كانيبا على موقع رابطة محترفات التنس (الإنجليزية)
- أليس كانيبا على موقع الاتحاد الدولي لكرة المضرب (الإنجليزية)
- أليس كانيبا على موقع خلاصة التنس.كوم (الإنجليزية)